# Jordyn Poulter
Jordyn Poulter (Aurora, 31 luglio 1997) è una pallavolista statunitense, palleggiatrice della LOVB Salt Lake.

## Biografia
Figlia di Rhonda e Bob Poulter, nasce ad Aurora, Colorado. Ha una sorella più giovane, che si chiama Lorrin. Nel 2015 si diploma alla Eaglecrest High Schoool e successivamente studia alla University of Illinois at Urbana-Champaign.

## Carriera

### Club
La carriera di Jordyn Poulter inizia nei tornei scolastici del Colorado, giocando per la Eaglecrest HS. Dopo il diploma gioca a livello universitario nel programma della Illinois, partecipando alla NCAA Division I dal 2015 al 2018: riceve diversi riconoscimenti individuali e, durante il suo senior year, raggiunge la Final Four, sconfitta in semifinale.
Nel gennaio 2019 firma il suo primo contratto professionistico nella Serie A1 italiana, ingaggiata dal Chieri '76 per la seconda parte del campionato 2018-19, venendo confermata anche nel campionato seguente. Nella stagione 2020-21 firma invece per l'UYBA, sempre nella massima divisione italiana. Dopo un biennio con la formazione bustocca, nel campionato 2022-23 si trasferisce all'AGIL, ancora in Serie A1, ma nel dicembre 2022 è vittima di un grave infortunio al ginocchio, rimediando la rottura del collaterale, del crociato e del menisco del ginocchio sinistro.
Torna poi in patria, dove riprende la sua carriera a livello di club partecipando alla prima edizione della League One Volleyball con la LOVB Salt Lake.

### Nazionale
Nel 2013 viene selezionata dalla nazionale under 18, vincendo la medaglia d'argento al campionato mondiale, insignita del premio di miglior palleggiatrice; partecipa alla rassegnata iridata anche con la nazionale under 23, classificandosi al quarto posto. Un anno dopo, con la nazionale under 20, conquista l'oro al campionato nordamericano, venendo anche premiata come miglior palleggiatrice.
Fa il suo esordio in nazionale maggiore in occasione della Coppa panamericana 2018, conquistando la medaglia d'oro, mentre nel 2019 conquista l'oro alla Volleyball Nations League e l'argento alla Coppa del Mondo e al campionato nordamericano, dove viene premiata come miglior palleggiatrice.
Nel 2021 vince la medaglia d'oro alla Volleyball Nations League e ai Giochi della XXXII Olimpiade di Tokyo, ricevendo, in entrambi i casi, il premio come miglior palleggiatrice, mentre nel 2024 mette al collo la medaglia d'argento ai Giochi della XXXIII Olimpiade.

## Palmarès

### Nazionale (competizioni minori)
- Campionato mondiale under 18 2013
- Campionato nordamericano under 20 2014
- Coppa panamericana 2018

### Premi individuali
- 2013 - Campionato mondiale under 18: Miglior palleggiatrice
- 2014 - Campionato nordamericano under 20: Miglior palleggiatrice
- 2017 - All-America Third Team
- 2017 - NCAA Division I: State College Regional All-Tournament Team
- 2018 - All-America First Team
- 2018 - NCAA Division I: Champaign Regional MVP
- 2019 - Campionato nordamericano: Miglior palleggiatrice
- 2021 - Volleyball Nations League: Miglior palleggiatrice
- 2021 - Giochi della XXXII Olimpiade: Miglior palleggiatrice